# KHL Medveščak Zagreb
KHL Medveščak Zagreb es un club de hockey sobre hielo con sede en Zagreb (Croacia). Es el club más popular de Croacia. El equipo juega en la Liga Continental de Hockey desde la temporada 2013/14.

## Historia
El club fue fundado en 1961, con el nombre de SD Zagreb. En sus primeros 10 años jugó en la Liga Yugoslava de Hockey sobre Hielo, Medvescak se consolidó como el segundo club más popular en Zagreb, después del club de fútbol GNK Dinamo Zagreb. Sus partidos se jugaban en una pista al aire libre llamada Salata, con capacidad para 5,000 personas. En 1971, el club se mudó a su actual pista, el Dom Sportova, con capacidad para 6,400 personas. El club tuvo bastante acogida pero no podía ganar el campeonato yugoslavo, por lo que a finales de la década de los 80 hizo una gran inversión trayendo jugadores de renombre, entre ellos Vyacheslav Asinin. Los títulos no tardaron en llegar, logrando el club los campeonatos yugoslavos de 1989, 1990 y 1991.

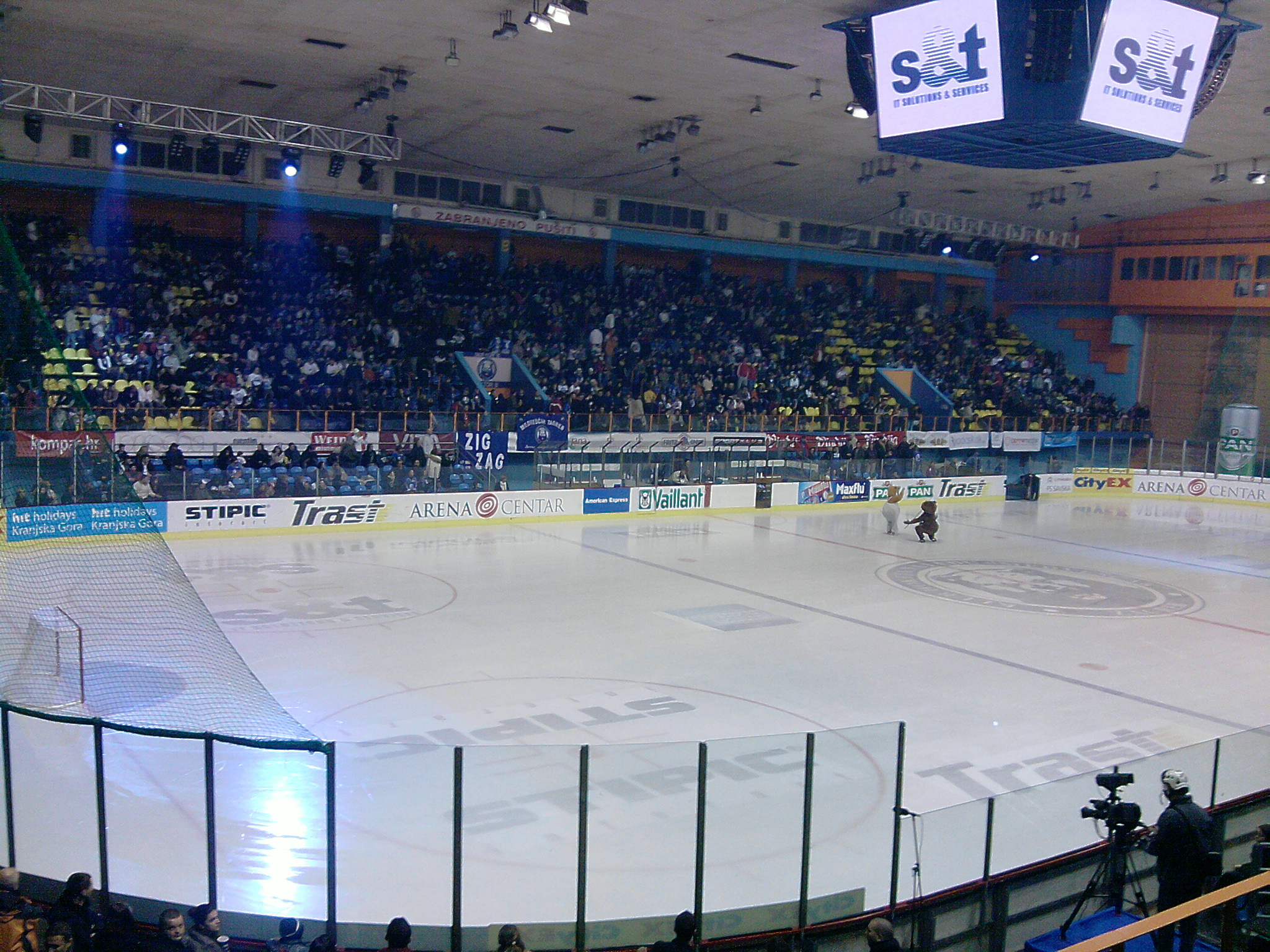
Dom Sportova

A raíz de la disolución de Yugoslavia, llega la crisis al club, produciéndose el éxodo de sus jugadores. El club comienza a jugar en la novel Liga Croata de Hockey sobre hielo, dominando ampliamente la liga en los 90 y los primeros años del 2000. Para el 2007, el club decide competir en la Liga Eslovena de Hockey sobre Hielo, terminando en segundo lugar en su temporada inaugural. En la siguiente temporada, el club fue de lejos el mejor de la Liga Eslovena (los 2 mejores clubes eslovenos se fueron a jugar en la Liga Austriaca de Hockey).
Para la temporada 2009-10, Medveščak decide cambiar de liga otra vez y decide jugar en la Liga Austriaca de Hockey. Su debut fue con una victoria 6-5 frente al club esloveno HK Acroni Jesenice el 11 de setiembre de 2009. En esta primera temporada en la Liga Austriaca el club logró clasificarse al postemporada, superando los cuartos de final, eliminando en 6 partidos al Graz 99ers. Para semifinales el club cae derrotado por quien sería el campeón, el EC Red Bull Salzburg.
El 29 de abril de 2013, el club anuncia que jugará en la KHL la temporada 2013/14.

## Logros
- Liga Yugoslava de Hockey: 3
  - 1989, 1990, 1991

- Copa Yugoslava de Hockey: 4
  - 1988, 1989, 1990, 1991

- Liga Croata de Hockey: 17
  - 1995, 1997, 1998, 1999, 2000, 2001, 2002, 2003, 2004, 2005, 
2006, 2007, 2009, 2010, 2011, 2012, 2013

## Equipo 2014/15
| #  | Nacionalidad              | Nombre              | Posición             | Mano/Tiro | Edad | Lugar                             |
| -- | ------------------------- | ------------------- | -------------------- | --------- | ---- | --------------------------------- |
| 1  | Bandera de Croacia        | Mate Tomljenovic    | Arquero              | Derecho   | 21   | Zagreb, Croacia                   |
| 31 | Bandera de Canadá         | Mark Dekanich       | Arquero              | Izquierdo | 27   | Columbia Británica, Canadá        |
| 33 | Bandera de Canadá         | Barry Brust         | Arquero              | Izquierdo | 30   | Manitoba, Canadá                  |
|    | Bandera de Suecia         | Christian Engstrand | Arquero              | Izquierdo | 25   | Linkoping, Suecia                 |
| 24 | Bandera de Estados Unidos | Andrew Hutchinson   | Defensa              | Derecho   | 34   | Illinois, USA                     |
| 82 | Bandera de Canadá         | Shaone Morrisonn    | Defensa              | Izquierdo | 31   | Columbia Británica, Canadá        |
| 36 | Bandera de Canadá         | Mark Flood          | Defensa              | Derecho   | 29   | Isla del Príncipe Eduardo, Canadá |
| 89 | Bandera de Canadá         | Mark Katic          | Defensa              | Izquierdo | 24   | Ontario, Canadá                   |
| 23 | Bandera de Croacia        | Saša Martinović     | Defensa              | Izquierdo | 28   | Füssen, Alemania                  |
| 7  | Bandera de Canadá         | Shawn Belle         | Defensa              | Izquierdo | 29   | Alberta, Canadá                   |
| 6  | Bandera de Canadá         | Mark Popović        | Defensa              | Izquierdo | 31   | Ontario, Canadá                   |
| 77 | Bandera de Canadá         | Mathieu Carle       | Defensa              | Derecho   | 26   | Quebec, Canadá                    |
| 62 | Bandera de Dinamarca      | Patrick Bjorkstrand | Centro/Ala Derecho   | Izquierdo | 21   | Herning, Dinamarca                |
| 16 | Bandera de Canadá         | Mike Glumac         | Ala Derecho          | Derecho   | 33   | Ontario, Canadá                   |
| 22 | Bandera de Eslovenia      | Marcel Rodman       | Centro/Ala Derecho   | Derecho   | 32   | Jesenice, Eslovenia               |
| 74 | Bandera de Estados Unidos | Nathan Perkovich    | Ala Derecho          | Derecho   | 27   | Míchigan, USA                     |
| 17 | Bandera de Canadá         | Andrew Murray       | Centro/Ala Izquierdo | Izquierdo | 31   | Manitoba, Canadá                  |
| 10 | Bandera de Canadá         | Jason Krog          | Centro               | Derecho   | 38   | Columbia Británica, Canadá        |
| 20 | Bandera de Canadá         | Darren Haydar       | Ala Derecho          | Derecho   | 34   | Ontario, Canadá                   |
| 29 | Bandera de Estados Unidos | Matt Anderson       | Centro/Ala Derecho   | Derecho   | 31   | Nueva York, Estados Unidos        |
| 26 | Bandera de Canadá         | Mike Hedden         | Ala Izquierdo        | Izquierdo | 29   | Ontario, Canadá                   |
| 19 | Bandera de Canadá         | Pascal Pelletier    | Ala Izquierdo        | Izquierdo | 31   | Terranova y Labrador, Canadá      |
| 39 | Bandera de Canadá         | Brock Trotter       | Centro/Ala Derecho   | Derecho   | 27   | Manitoba, Canadá                  |
| 9  | Bandera de Estados Unidos | Bill Thomas         | Centro/Ala Derecho   | Derecho   | 31   | Pensilvania, Estados Unidos       |
| 12 | Bandera de Canadá         | Brandon Segal       | Ala Derecho          | Derecho   | 30   | Columbia Británica, Canadá        |
| 8  | Bandera de Croacia        | Dario Kostović      | Ala Izquierdo        | Derecho   | 33   | Split, Croacia                    |
| 93 | Bandera de Canadá         | Martin St. Pierre   | Centro/Ala Izquierdo | Izquierdo | 30   | Ontario, Canadá                   |
|    | Bandera de Canadá         | Anthony Stewart     | Ala Derecho          | Derecho   | 29   | Quebec, Canadá                    |

Entrenador: Chuck Weber 
Gerente Deportivo: Aaron Fox 
- Datos: Q1464091
- Multimedia: KHL Medveščak Zagreb / Q1464091